# Verwaltungsgemeinschaft Parkstetten
Die Verwaltungsgemeinschaft Parkstetten im niederbayerischen Landkreis Straubing-Bogen wurde im Zuge der Gemeindegebietsreform am 1. Mai 1978 gegründet und zum 1. Januar 1980 bereits wieder aufgelöst.
Ihr gehörten die Gemeinden Parkstetten und Steinach (Niederbayern) an.
Sitz der Verwaltungsgemeinschaft war Parkstetten.